# Remedial teacher
Een remedial teacher (ook: rt'er) (uit het Engels letterlijk een leraar die verbetert) verleent hulp aan leerlingen met leerproblemen of gedragsstoornissen.

## Soorten
Grofweg maakt men onderscheid tussen twee soorten remedial teachers:
- Zij die binnen het reguliere onderwijs optreden, zoals een taakleraar of een "bijzonder leermeester individuele opvoeding" in het buitengewoon onderwijs (België) of het speciaal onderwijs (Nederland). Dit zijn leerkrachten die, met de steun van de schoolleiding en dus het onderwijsministerie, meestal tijdens de gewone lestijden, leerlingen bijwerken of extra ondersteunen. Ook in het kader van geïntegreerd onderwijs kan een remedial teacher extra ondersteuning geven. Meestal zijn dit ervaren leerkrachten die ook interne of externe bijscholing hebben gevolgd.
- Zij die privé – tegen betaling – leerlingen bijwerken voor bijvoorbeeld spelling, rekenen of lezen. Dikwijls hebben ook deze mensen na hun basisopleiding als onderwijsgever nog extra vorming gevolgd.

## Verloop
Bij remedial teaching worden leerlingen onderzocht met behulp van een intakegesprek, toetsen en/of observaties. De remedial teacher probeert op die manier een beeld te krijgen met welke zaken de leerling precies een probleem heeft. Als er eenmaal een diagnose is gesteld, wordt ook een handelingsplan met doelen gemaakt, die de begeleiding voor een vaste periode vastlegt. Wat hierna volgt is de echte remedial teaching, die volledig is toegespitst op het probleem van de individuele leerling. De bedoeling is dat de leerling na deze periode vaardigheden bezit om met de stoornis om te gaan, en dat hij of zij weer met de eigen groep kan meedoen.
Remedial teaching is geen bijles, want daarbij gaat het om specifieke vakkennis die voornamelijk herhaald wordt. Sommige remedial teachers breiden hun werkterrein uit naar studievaardigheden, examenplanning, faalangsttraining, oudergroepen (van leerlingen met leerproblemen).

## Kritiek
Deze dualiteit wordt in onderwijsmiddens niet altijd positief ervaren. Als leerlingen echt problemen hebben, zouden ze binnen het onderwijs geholpen moeten kunnen worden, zonder dat het de ouders extra geld kost (circa 50 € per uur op 10/10/2006).
Daarnaast zou het uit de klas halen van risicoleerlingen de instructietijd verkorten, waardoor deze leerlingen groter risico lopen om een individueel leerprogramma te moeten volgen. Dit zorgt ervoor dat de leerling niet kan deelnemen en profiteren van de instructie in de klas.

Het vergroten van de vaardigheden van de leerkracht om de zorg te verlenen die een leerling nodig heeft, zou een meer structurele oplossing kunnen zijn. De leerkracht is in de toekomst in staat om zelf aan te kunnen sluiten op de onderwijsbehoefte van de leerling. Hier ligt een belangrijke rol voor de intern begeleider.

## Trivia
- In Nederland bestaat er een beroepsvereniging voor (privé) remedial teachers.